# Maine Mariners
Maine Mariners byl profesionální americký klub ledního hokeje, který sídlil v Portlandu ve státě Maine. Celek působil v soutěži v letech 1977-1992 jako záložní tým tří klubů NHL - postupně Philadelphia Flyers, New Jersey Devils a Boston Bruins. V roce 1992 se tým přestěhoval do Providence, kde nyní působí jako Providence Bruins.
Třikrát se mužstvu povedlo získat titul v AHL, z jeho kádru se do NHL prosadili například Pelle Lindbergh či Greg Adams. Ve městě Portland od roku 1993 působí klub AHL Portland Pirates.

## Úspěchy klubu
- Vítěz AHL - 3x (1977/78, 1978/79, 1983/84)[1]
- Vítěz základní části - 2x (1977/78, 1978/79)
- Vítěz divize - 5x (1977/78, 1978/79, 1980/81, 1984/85, 1987/88)

## Klubové rekordy
Góly: 164, Paul Evans
Asistence: 296, Paul Evans
Body: 460, Paul Evans
Trestné minuty: 825, John Paddock
Sezon: 7, Paul Evans a Sam St. Laurent
Odehrané zápasy: 489, Paul Evans